# 斯佩萨
斯佩萨（義大利語：Spessa），是意大利帕维亚省的一个市镇。总面积12平方公里，人口593人，人口密度49.4人/平方公里（2009年）。国家统计（ISTAT）代码为018152。